# Attalea voeksii
Attalea voeksii är en enhjärtbladig växtart som beskrevs av Larry Ronald Noblick och Sidney Frederick Glassman. Attalea voeksii ingår i släktet Attalea och familjen Arecaceae. Inga underarter finns listade i Catalogue of Life.